# Bazarnij Szizgan-i járás

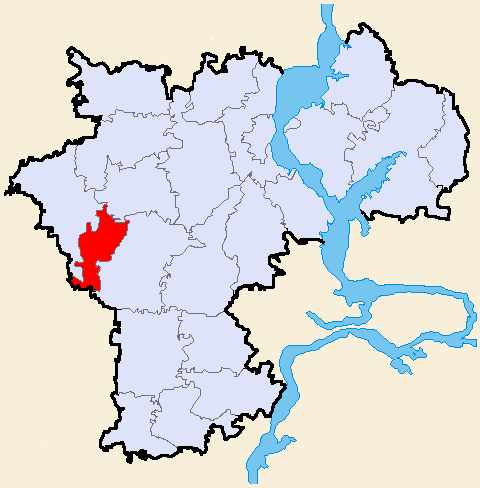
A Bazarnij Szizgan-i járás az Uljanovszki területen

A Bazarnji Szizgan-i járás (oroszul Базарносызганский район) Oroszország egyik járása az Uljanovszki területen. Székhelye Bazarnij Szizgan.

## Népesség
- 2002-ben 10 600 lakosa volt, melynek 89%-a orosz, 7%-a mordvin.
- 2010-ben 10 083 lakosa volt.